# Ferramentas e métodos de documentação de línguas
O campo da documentação linguística no contexto moderno envolve um conjunto complexo e em constante evolução de ferramentas e métodos, e o estudo e desenvolvimento da sua utilização – e, especialmente, a identificação e promoção de melhores práticas – pode ser considerado um subcampo de documentação de línguas propriamente dita. Entre eles estão princípios éticos e de registro, fluxos de trabalho e métodos, ferramentas de hardware e ferramentas de software.

## Princípios e fluxos de trabalho
Os investigadores em documentação linguística realizam frequentemente trabalho de campo linguístico para recolher os dados em que se baseia o seu trabalho, registando ficheiros audiovisuais que documentam o uso da linguagem em contextos tradicionais. Dado que os ambientes em que frequentemente se realiza o trabalho de campo linguístico podem ser logisticamente desafiantes, nem todos os tipos de ferramentas de registo são necessários ou ideais, e muitas vezes é necessário estabelecer compromissos entre qualidade, custo e usabilidade. Também é importante visualizar o fluxo de trabalho completo e os resultados pretendidos; por exemplo, se forem feitos ficheiros de vídeo, pode ser necessária alguma quantidade de processamento para expor o componente de áudio ao processamento de várias maneiras por diferentes pacotes de software.

### Ética
As práticas éticas na documentação linguística têm sido o foco de muitas discussões e debates recentes. A Sociedade Linguística da América preparou uma Declaração de Ética e mantém um Blog de Discussão de Ética que se concentra principalmente na ética no contexto da documentação linguística. O Conselho Cultural dos Primeiros Povos e o Endangered Languages Project lançaram um Código de Conduta do Linguista para o envolvimento no trabalho de documentação. A própria moralidade dos protocolos éticos foi questionada por George van Driem. A maioria dos programas de pós-graduação que envolvem alguma forma de documentação e descrição linguística exigem que os investigadores submetam os seus protocolos propostos a um Conselho de Revisão Institucional interno que garante que a investigação está a ser conduzida de forma ética. No mínimo, os participantes devem ser informados do processo e do uso pretendido das gravações, e dar permissão gravada, audível ou por escrito, para que os materiais audiovisuais sejam usados para investigação linguística pelo(s) pesquisador(es). Muitos participantes desejarão ser nomeados como consultores, mas outros não - isto determinará se os dados precisam ser anonimizados ou restritos ao acesso público.

### Formatos de dados
Aderir aos padrões de formatos é fundamental para a interoperabilidade entre ferramentas de software. Muitos arquivos ou repositórios de dados individuais têm os seus próprios padrões e requisitos para os dados depositados nos seus servidores - o conhecimento destes requisitos deve informar a estratégia de recolha de dados e as ferramentas utilizadas, e deve fazer parte de um plano de gestão de dados desenvolvido antes do início da investigação. Alguns exemplos de diretrizes de repositórios bem utilizados são fornecidos abaixo:
- Diretrizes do Arquivo de Línguas Ameaçadas (ELAR)
- Formatos aceitos do arquivo do Instituto Max Planck
- Diretrizes audiovisuais da Biblioteca da Universidade de Yale

A maioria dos padrões de arquivo atuais para vídeo usa MPEG-4 (H264) como formato de codificação ou armazenamento, que inclui um fluxo de áudio AAC (geralmente de até 320 kbit/s). A qualidade do arquivo de áudio é de pelo menos WAV 44,1 kHz, 16 bits.

### Princípios para gravação
Dado que a documentação de línguas é muitas vezes difícil, estando muitas línguas com as quais os linguistas trabalham em perigo (podem não ser faladas num futuro próximo), recomenda-se gravar com a mais alta qualidade possível, dadas as limitações de um gravador. Para vídeo, isso significa gravar em resolução HD (1080p ou 720p) ou superior quando possível, enquanto para áudio isso significa gravar minimamente em PCM não compactado, 44.100 amostras por segundo, resolução de 16 bits. Indiscutivelmente, no entanto, boas técnicas de gravação (isolamento, seleção e uso do microfone, uso de um tripé para minimizar o desfoque) são mais importantes do que a resolução. Um microfone que proporciona uma gravação nítida de um orador contando um conto popular (alta relação sinal/ruído) em formato MP3 (talvez através de um telefone) é melhor do que uma gravação extremamente barulhenta em formato WAV, onde tudo o que pode ser ouvido são carros passando. Para garantir a obtenção de boas gravações, os linguistas devem praticar tanto quanto possível com os seus dispositivos de gravação e comparar os resultados para observar quais as técnicas que produzem os melhores resultados.

### Fluxos de trabalho
Para muitos linguistas, o resultado final de fazer gravações é a análise da língua, muitas vezes a investigação das propriedades fonológicas ou sintáticas de uma língua usando várias ferramentas de software. Isto requer a transcrição do áudio, geralmente em colaboração com falantes nativos do idioma em questão. Para transcrição geral, os arquivos de mídia podem ser reproduzidos em um computador (ou outro dispositivo capaz de reprodução) e pausados para transcrição em um editor de texto. Outras ferramentas (plataforma cruzada) para auxiliar neste processo incluem Audacity e Transcriber, enquanto um programa como o ELAN (descrito mais abaixo) também pode executar esta função.
Programas como Toolbox ou FLEx são frequentemente preferidos por linguistas que desejam interlinearizar seus textos, pois esses programas constroem um dicionário de formulários e regras de análise para ajudar a acelerar a análise. Infelizmente, os arquivos de mídia geralmente não são vinculados por esses programas (ao contrário do ELAN, em que os arquivos vinculados são preferidos), dificultando a visualização ou a audição das gravações para verificar as transcrições. Atualmente, existe uma solução alternativa para o Toolbox que permite que os códigos de tempo façam referência a um arquivo de áudio e permitam a reprodução (de um texto completo ou de uma frase referenciada) no Toolbox – neste fluxo de trabalho, o alinhamento temporal do texto é executado no Transcriber e, em seguida, o relevante códigos de tempo e texto são convertidos em um formato que o Toolbox pode ler.

## Hardware

### Gravadores de vídeo
Gravadores que gravam vídeo normalmente também gravam áudio. No entanto, o áudio nem sempre atende aos critérios de necessidades mínimas e às melhores práticas recomendadas para documentação linguística (formato WAV não compactado, 44,1 kHz, 16 bits) e muitas vezes não é útil para fins linguísticos, como análise fonética. Muitos dispositivos de vídeo gravam em um formato de áudio compactado, como AAC ou MP3, que é combinado com o fluxo de vídeo em um wrapper de vários tipos. As exceções a esta regra geral são os seguintes gravadores de Vídeo+Áudio:
A série Zoom , especialmente Q8, Q4n e Q2n, que grava em várias resoluções/formatos de vídeo e áudio, mais notavelmente WAV (44,1/48/96 kHz, 16/24 bits).
Ao usar um gravador de vídeo que não grava áudio no formato WAV (como a maioria das câmeras DSLR), é recomendado gravar o áudio separadamente em outro gravador, seguindo algumas das orientações abaixo. Tal como acontece com os gravadores de áudio descritos abaixo, muitos gravadores de vídeo também aceitam entrada de microfone de vários tipos (geralmente através de um conector TRS ou de 1/8 de polegada) - isso pode garantir uma gravação de áudio de backup de alta qualidade que esteja sincronizada com o vídeo gravado. , o que pode ser útil em alguns casos (ou seja, para transcrição).

### Gravadores de áudio e microfones
Gravadores somente de áudio podem ser usados em cenários onde o vídeo é impraticável ou indesejável. Na maioria dos casos, é vantajoso combinar o uso de um gravador somente de áudio com um ou mais microfones externos; no entanto, muitos gravadores de áudio modernos incluem microfones integrados que são utilizáveis se o custo ou a velocidade de configuração forem preocupações importantes. Os gravadores digitais (estado sólido) são preferidos para a maioria dos cenários de documentação de idiomas. Os gravadores digitais modernos atingem um nível de qualidade muito elevado a um preço relativamente baixo. Alguns dos gravadores de campo mais populares são encontrados na faixa Zoom, incluindo H1, H2, H4, H5 e H6. O H1 é particularmente adequado para situações em que o custo e a facilidade de uso são os principais desejos. Outros gravadores populares para situações onde o tamanho é um fator são a série Olympus LS e os gravadores de voz digital da Sony (embora neste último caso, certifique-se de que o dispositivo pode gravar no formato WAV/Linear PCM).
Vários tipos de microfone podem ser efetivamente utilizados em cenários de documentação linguística, dependendo da situação (especialmente, incluindo fatores como número, posição e mobilidade dos falantes) e do orçamento. Em geral, devem ser selecionados microfones condensadores em vez de microfones dinâmicos. É uma vantagem na maioria das situações de trabalho de campo se um microfone condensador for autoalimentado (através de bateria); entretanto, quando a energia não é um fator importante, modelos com alimentação fantasma também podem ser usados. Uma configuração de microfone estéreo é necessária sempre que mais de um alto-falante estiver envolvido em uma gravação; isso pode ser conseguido por meio de um conjunto de dois microfones mono ou por um microfone estéreo dedicado.
Microfones direcionais devem ser usados na maioria dos casos, para isolar a voz do locutor de outras fontes potenciais de ruído. Entretanto, microfones omnidirecionais podem ser preferidos em situações que envolvem um grande número de alto-falantes dispostos em um espaço relativamente grande. Entre os microfones direcionais, os microfones cardióides são adequados para a maioria das aplicações, porém, em alguns casos, um microfone hipercardióide ("shotgun") pode ser preferido.
Microfones headset de boa qualidade são comparativamente caros, mas podem produzir gravações de qualidade extremamente alta em situações controladas. Microfones de lapela podem ser usados em algumas situações, no entanto, dependendo do microfone, eles podem produzir gravações inferiores a um microfone headset para análise fonética e estão sujeitos a algumas das mesmas preocupações que os microfones headset são em termos de restrição de uma gravação a um único alto-falante - embora outros alto-falantes possam ser audíveis na gravação, eles ficarão em segundo plano em relação ao alto-falante que usa o microfone de lapela.
Alguns microfones de boa qualidade usados para produção de filmes e entrevistas incluem o Røde VideoMic shotgun e a série Røde lavalier, microfones de cabeça Shure e microfones de lapela Shure. Dependendo do gravador e do microfone, serão necessários cabos adicionais (XLR, conversor estéreo/mono ou adaptador TRRS para TRS).

## Software
Ainda não existe um conjunto de software único projetado ou capaz de lidar com todos os aspectos de um fluxo de trabalho típico de documentação de linguagem. Em vez disso, há um número grande e crescente de pacotes projetados para lidar com vários aspectos do fluxo de trabalho, muitos dos quais se sobrepõem consideravelmente. Alguns desses pacotes usam formatos padrão e são interoperáveis, enquanto outros o são muito menos.

### SayMore
SayMore é um pacote de documentação linguística desenvolvido pela SIL International em Dallas que se concentra principalmente nos estágios iniciais da documentação linguística e visa uma experiência de usuário relativamente descomplicada.
As principais funções do SayMore são: (a) gravação de áudio (b) importação de arquivos do dispositivo de gravação (vídeo e/ou áudio) (c) organização de arquivos (d) entrada de metadados em níveis de sessão e arquivo (e) associação de arquivos AV com evidência de consentimento informado e outros objetos suplementares (como fotografias) (f) segmentação de arquivo AV (g) transcrição/tradução (h) anotação de fala cuidadosa estilo BOLD e tradução oral.
Os arquivos SayMore podem ser exportados para anotação em FLEx e os metadados podem ser exportados nos formatos .csv e IMDI para arquivamento.

### ELAN
ELAN é desenvolvido pelo The Language Archive do Instituto Max Planck de Psicolinguística em Nijmegen. ELAN é uma ferramenta de transcrição completa, particularmente útil para pesquisadores com necessidades/objetivos de anotação complexos.

### FLEx
FieldWorks Language Explorer, FLEx é desenvolvido pela SIL International (anteriormente Summer Institute of Linguistics, Inc.) na SIL International em Dallas. O FLEx permite ao usuário construir um “léxico” da língua, ou seja, uma lista de palavras com definições e informações gramaticais, e também armazenar textos da língua. Nos textos, cada palavra ou parte de uma palavra (ou seja, um "morfema") está ligada a uma entrada no léxico. Para novos projetos e para alunos que estão aprendendo pela primeira vez, o FLEx é agora a melhor ferramenta para interlinearização e criação de dicionários.

### Toolbox
O Field Linguist's Toolbox (geralmente chamado de Toolbox) é um precursor do FLEx e tem sido um dos pacotes de documentação de idiomas mais utilizados por algumas décadas. Anteriormente conhecido como Shoebox, as principais funções do Toolbox são a construção de um banco de dados lexical e a interlinearização de textos por meio da interação com o banco de dados lexical. Tanto o banco de dados lexical quanto os textos podem ser exportados para um ambiente de processamento de texto, no caso do banco de dados lexical utilizando a ferramenta de conversão Multi-Dictionary Formatter (MDF). Também é possível usar o Toolbox como ambiente de transcrição. Em comparação com ELAN e FLEx, o Toolbox tem funcionalidade relativamente limitada e é considerado por alguns como tendo um design e interface não intuitivos. No entanto, um grande número de projetos foi realizado no ambiente Shoebox/Toolbox ao longo de sua vida útil, e sua base de usuários continua a desfrutar das vantagens de familiaridade, velocidade e suporte da comunidade. O Toolbox também tem a vantagem de trabalhar diretamente com arquivos de texto legíveis por humanos que podem ser abertos em qualquer editor de texto e facilmente manipulados e arquivados. Os arquivos da caixa de ferramentas também podem ser facilmente convertidos para armazenamento em XML (recomendado para arquivos), como com bibliotecas Python de código aberto, como Xigt, destinadas ao uso computacional de dados IGT.